# 黑林错觉

黑林错觉

黑林错觉（英語：Hering illusion），指两条平行直线在径向背景（如自行车辐条）前时，看起来会向外弯曲的现象。于1861年由德国生理学家埃瓦尔德·黑林发现。